# Servigny
Pour les articles homonymes, voir Servigny-lès-Raville et Servigny-lès-Sainte-Barbe.
Servigny est une ancienne commune française du département de la Manche et de la région Normandie, peuplée de 193 habitants, commune déléguée au sein de Gouville-sur-Mer depuis le 1er janvier 2019.

## Géographie

### Localisation
La commune est en Pays coutançais. Son bourg est à 6,5 km au nord de Coutances, à 8 km au sud-ouest de Saint-Sauveur-Lendelin, à 11 km à l'ouest d'Agon-Coutainville et à 17 km au sud de Lessay.
Le point culminant (98 m) se situe en limite est, près du lieu-dit la Bergerie. Le point le plus bas (49 m) correspond à la sortie de la rivière du Moulin de Gouville du territoire, à l'ouest. La commune est bocagère.
| Montsurvent                                | Montsurvent, Ancteville | Ancteville  |
| Gouville-sur-Mer (comm. dél. de Boisroger) | Servigny                | La Vendelée |
| Brainville                                 | Brainville              | La Vendelée |

## Toponymie
Le toponyme Servigny serait issu d'un anthroponyme roman, Servanus, suffixé de -acus attribuant la propriété.
Le gentilé est Servignais.

## Histoire
Une famille de Saussey possédait la seigneurie de Servigny. En 1253, vivait Jean du Saussey, qualifié de seigneur de Servigny près Coutances.
On trouve ensuite comme seigneur de Servigny, Jean du Saussey, qui en 1376 avait épousé Agnès de Percy, fille de Robert de Percy, chevalier, seigneur de Soulles et Percy. Son fils, Guillaume du Saussey épousa Guillemette Carbonnel dont il eut : Henry du Saussey, dont les descendants constituèrent les branches du Mesnil-Aubert, Servigny, Montsurvent et Claids ; Guillaume du Saussey à l'origine de la branche de Virandeville et Julien Ier du Saussey, auteur de la branche de Barneville.
Dans le cadre de la guerre de Cent Ans, lors de l'occupation anglaise de la Normandie entre 1418 et 1450, Guillaume du Saussey, seigneur de Servigny, fidèle au roi de France, fut dépouillé de ses biens au profit de Guillaume Aléon. Les fils de Guillaume de Saussey, après la victoire de Formigny en 1450, retrouveront les biens familiaux, dont Henry, la seigneurie de Servigny.
Au XVIIIe siècle, René Plessard, mort en 1777, était seigneur de Servigny et également chevalier, premier président au présidial de Coutances et commissaire de la noblesse. Il fut inhumé dans le chœur de l'église Saint-Nicolas de Coutances. Les derniers nobles de Servigny furent Jean-Baptiste de Beauchef du Valjouais (1734-1809), écuyer, également seigneur de Bois-Roger, anobli en 1769, contrôleur de la Cour des comptes et son fils, Louis Beauchef (1757-1833), baron de Servigny.
Le 1er janvier 2019, la commune fusionne au sein de Gouville-sur-Mer avec Anneville-sur-Mer et Montsurvent.

## Politique et administration

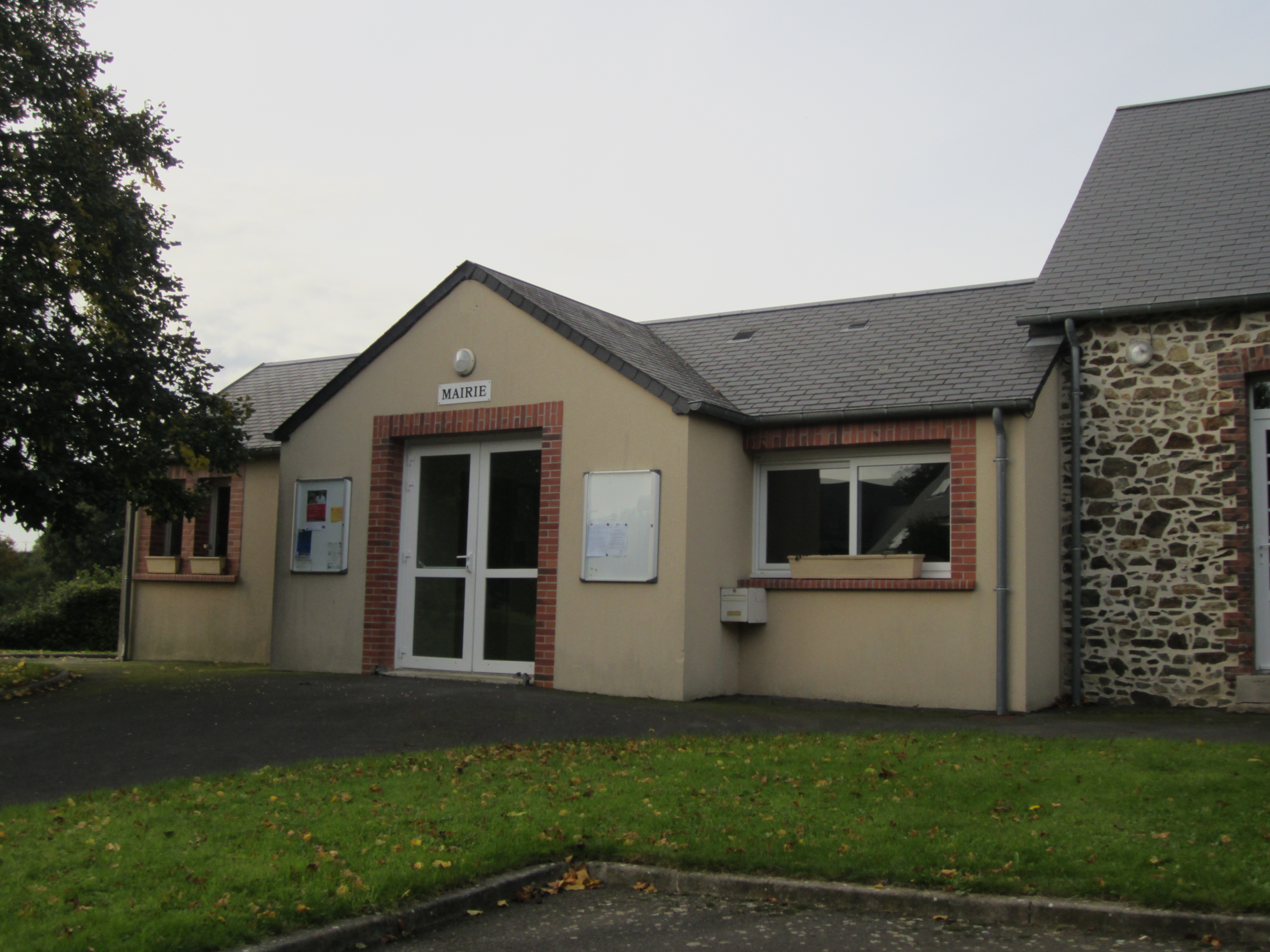
La mairie.

### Liste des maires
| Période                                  | Période               | Identité                   | Étiquette | Qualité                               |
| ---------------------------------------- | --------------------- | -------------------------- | --------- | ------------------------------------- |
| Les données manquantes sont à compléter. |                       |                            |           |                                       |
| 1800                                     | 1810                  | René Le Roux               |           |                                       |
| 1810                                     | 1826                  | Jean-Baptiste Lelièvre     |           |                                       |
| 1826                                     | janvier 1838 (décès)  | Victor Cauvin              |           |                                       |
| 1838                                     | 1840                  | Casimir Dauvin             |           |                                       |
| 1840                                     | décembre 1858 (décès) | Julien Guillot             |           |                                       |
| 1859                                     | mai 1867 (décès)      | Emmanuel Robert            |           |                                       |
| 1867                                     | 1881                  | Jean-François Corbet       |           |                                       |
| 1881                                     | 1894                  | Alexandre Esnouf           |           |                                       |
| 1895                                     | 1925                  | Émile Robert               |           |                                       |
| 1925                                     | 1940                  | Joseph Esnouf              |           |                                       |
| 1941                                     | mai 1953              | Joseph Leroux              |           |                                       |
| mai 1953                                 | mars 1977             | Pierre Danlos              |           |                                       |
| mars 1977                                | juin 1995             | Hubert Delisle (1930-2005) |           | Agriculteur retraité, maire honoraire |
| juin 1995                                | décembre 2018         | Daniel Corbet              | SE        | Agriculteur                           |

Le conseil municipal était composé de onze membres dont le maire et deux adjoints.

### Liste des maires délégués
| Période      | Période  | Identité      | Étiquette | Qualité              |
| ------------ | -------- | ------------- | --------- | -------------------- |
| janvier 2019 | En cours | Daniel Corbet | SE        | Agriculteur retraité |

## Démographie
En 2021, la commune comptait 193 habitants. Depuis 2004, les enquêtes de recensement dans les communes de moins de 10 000 habitants ont lieu tous les cinq ans (en 2007, 2012, 2017, etc. pour Servigny) et les chiffres de population municipale légale des autres années sont des estimations. 
Servigny a compté jusqu'à 506 habitants en 1821.
| 1793 | 1800 | 1806 | 1821 | 1831 | 1836 | 1841 | 1846 | 1851 |
| ---- | ---- | ---- | ---- | ---- | ---- | ---- | ---- | ---- |
| 393  | 398  | 385  | 506  | 347  | 354  | 340  | 341  | 340  |

| 1856 | 1861 | 1866 | 1872 | 1876 | 1881 | 1886 | 1891 | 1896 |
| ---- | ---- | ---- | ---- | ---- | ---- | ---- | ---- | ---- |
| 343  | 348  | 332  | 318  | 331  | 294  | 284  | 261  | 245  |

| 1901 | 1906 | 1911 | 1921 | 1926 | 1931 | 1936 | 1946 | 1954 |
| ---- | ---- | ---- | ---- | ---- | ---- | ---- | ---- | ---- |
| 216  | 224  | 206  | 187  | 187  | 144  | 152  | 164  | 176  |

| 1962 | 1968 | 1975 | 1982 | 1990 | 1999 | 2007 | 2011 | 2016 |
| ---- | ---- | ---- | ---- | ---- | ---- | ---- | ---- | ---- |
| 163  | 161  | 137  | 145  | 127  | 160  | 219  | 203  | 198  |

| 2019 | - | - | - | - | - | - | - | - |
| ---- | - | - | - | - | - | - | - | - |
| 202  | - | - | - | - | - | - | - | - |

## Économie
La commune est rurale et à vocation agricole, mais sa situation à 6 kilomètres au nord-ouest de Coutances et à moins de 10 kilomètres des plages de la Manche l'oriente peu à peu vers une activité plus résidentielle.

## Lieux et monuments

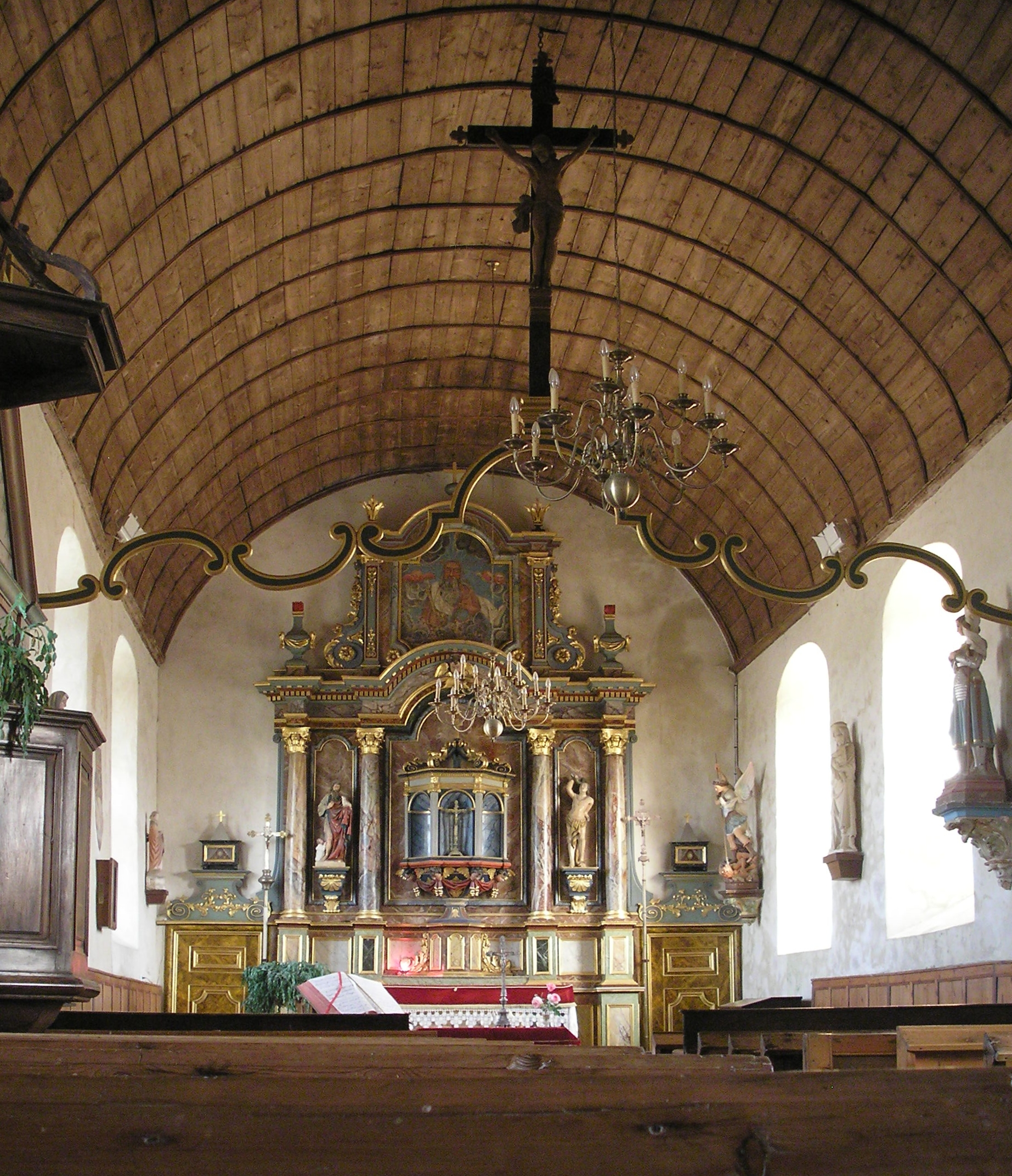
Le chœur de l'église Saint-Jean-Baptiste, avec le retable du maitre-autel.

- Église Saint-Jean-Baptiste, ancienne chapelle du manoir, des XIIe – XVIIIe siècles, avec une tour-porche et un cadran solaire du XVIIIe. Le maître-autel avec retable, statues et tableau Dieu le Père du XVe, une cloche dite Charité du XVIe et une Vierge à l'Enfant du XIVe sont classés au titre objet aux monuments historiques[15]. L'édifice abrite également un bas relief de sainte Barbe du XVIe, une chaire à prêcher du XVIIIe, des fonts baptismaux du XVIIIe, une peinture murale du XVIIIe, une éducation de la Vierge du XVIe et un tabernacle du XVIIe.
- Vestiges de l'ancien manoir seigneurial au lieu-dit la Basse-Cour. Au XIXe siècle, il n'en restait déjà plus que les bâtiments d'exploitation.
- If funéraire du cimetière.
- Ancien presbytère.
- Maison près de l'église dont le linteau porte la date de 1787.

## Personnalités liées à la commune
- Jean-Baptiste Féret, créateur des Éditions Féret, né à Servigny, au lieu-dit Village Féret en 1780, mort à Bordeaux le 6 juin 1854[16].